# 99906 Uofalberta
99906 Uofalberta este un asteroid din centura principală de asteroizi.

## Descriere
99906 Uofalberta este un asteroid din centura principală de asteroizi. A fost descoperit pe 17 august 2002 la Observatorul Palomar de Andrew Lowe. Asteroidul prezintă o orbită caracterizată de o semiaxă mare de 3,21 ua, o excentricitate de 0,09 și o înclinație de 11,7° în raport cu ecliptica.